# Protivín (stacja kolejowa)
Protivín – stacja kolejowa w miejscowości Protivín, w kraju południowoczeskim, w Czechach. Znajduje się na linii 190 Pilzno - Czeskie Budziejowice, na wysokości 385 m n.p.m..  

## Linie kolejowe
- 190: Pilzno – Czeskie Budziejowice
- 200: Zdice – Protivín